# Amin oksidaza (sadrži flavin)
Amin oksidaza (sadrži flavin) (EC 1.4.3.4, adrenalinska oksidaza, adrenalin oksidaza, amino oksidaza (nespecifična), amino oksidaza (flavin-containing), amin:kiseonik oksidoreduktaza (deaminacija), epinefrin oksidaza, MAO, MAO A, MAO B, MAO-A, MAO-B, monoaminska oksidaza A, monoaminska oksidaza B, monoamin:O2 oksidoreduktaza (deaminacija), poliaminska oksidaza (nespecifična), serotoninska deaminaza, spermidinska oksidaza (nespecifična), sperminska oksidaza (nespecifična), tiraminaza, tiraminska oksidaza) je enzim sa sistematskim imenom amin:kiseonik oksidoreduktaza (deaminacija). Ovaj enzim katalizuje sledeću hemijsku reakciju
2O + O2 {\displaystyle \rightleftharpoons } 2 +2O2
Ovaj flavoprotein sa mitohondrijske spoljašnje membrane katalizuje oksidativnu deaminaciju neurotransmitera i biogenih amina. On deluje na primarne amine, kao i na pojedine sekundarne i tercijarne amine. On se razlikuje od EC 1.4.3.21, primarno-aminske oksidaze je može da oksuduje sekundarne i tercijarne amine, ali ne i metilamin. Enzim inhibiraju acetilenska jedinjenja, kao što su hlorgilin, 1-deprenil i pargilin.

## Literatura
- Nicholas C. Price; Lewis Stevens (1999). Fundamentals of Enzymology: The Cell and Molecular Biology of Catalytic Proteins (Third изд.). USA: Oxford University Press. ISBN 019850229X.
- Eric J. Toone (2006). Advances in Enzymology and Related Areas of Molecular Biology, Protein Evolution (Volume 75 изд.). Wiley-Interscience. ISBN 0471205036.
- Branden C; Tooze J. Introduction to Protein Structure. New York, NY: Garland Publishing. ISBN 0-8153-2305-0.
- Irwin H. Segel. Enzyme Kinetics: Behavior and Analysis of Rapid Equilibrium and Steady-State Enzyme Systems (Book 44 изд.). Wiley Classics Library. ISBN 0471303097.

## Spoljašnje veze
- Monoamine+oxidase на 